# Барцаго
Барцаго (итал. Barzago) је насеље у Италији у округу Леко, региону Ломбардија.
Према процени из 2011. у насељу је живело 2236 становника. Насеље се налази на надморској висини од 354 м.

## Становништво
| 1931. | 1936. | 1951. | 1961. | 1971. | 1981. | 1991. | 2001. | 2011. |
| ----- | ----- | ----- | ----- | ----- | ----- | ----- | ----- | ----- |
| 1.835 | 1.723 | 1.853 | 1.855 | 1.947 | 1.902 | 2.241 | 2.451 | 2.577 |